# Aspérula-odorífera
A aspérula-odorífera (Galium odoratum) é uma plantas com sementes da família das rubiáceas, nativa da grande parte da Europa (desde Espanha até ao Cáucaso), sudoeste da Ásia, Japão e Argélia.
O seu nome deriva do seu odor intenso, que se deve à presença de cumarina, em quantidades que variam entre 0,4% e 1,1%.